# Чайка по имени Джонатан Ливингстон
«Ча́йка по и́мени Джо́натан Ли́вингстон» (англ. Jonathan Livingston Seagull) — повесть-притча, написанная Ричардом Бахом. Рассказывает о чайке, учившейся жизни и искусству полёта.
Впервые опубликована в 1970 году под названием «История о чайке по имени Джонатан Ливингстон» (англ. Jonathan Livingston Seagull — a story). К концу 1972 года было напечатано свыше миллиона экземпляров книги. Издательство «Ридерз дайджест» выпустило версию книги, которая стала бестселлером за 38 недель (по рейтингу газеты New York Times).
Первый русский перевод был опубликован в 1974 году в журнале «Иностранная литература» № 12.
В 2014 году Ричард Бах дополнил книгу неопубликованной ранее четвёртой частью. Русский перевод опубликован в 2015 году.

## Сюжет
Чайку по имени Джонатан Ливингстон с молодости обескураживает бессмысленность и узость существования чаек, обеспокоенных лишь ежедневной борьбой за пропитание. Охваченный страстью к совершенствованию, Джонатан всецело отдаётся изучению полёта как искусства и образа бытия, а не как способа перемещения в пространстве для добычи пищи. В определённый момент он оказывается не в состоянии мириться с правилами примитивного существования социума чаек. Будучи изгнан из стаи, Джонатан ведёт идиллическую жизнь отшельника и ничуть не страдает от одиночества, всецело отдаваясь совершенствованию мастерства полёта.
Однажды Джонатан встречает двух сияющих чаек, которые забирают его в «более совершенную реальность» — на Небеса, в следующий, лучший мир, достижимый через собственное самосовершенствование. Этот мир населён чайками, посвятившими себя искусству полёта. Джонатан с удивлением узнаёт, что его упорство и всепоглощающая устремлённость в обучении позволили ему проделать путь эволюционного развития, на который у обычных чаек уходят тысячи, десятки тысяч жизней.
В новом мире Джонатан знакомится с Чиангом — мудрой чайкой-старейшиной. Чианг становится наставником Джонатана и учит его перемещаться со скоростью мысли в пространстве и времени. По словам Чианга, секрет успеха заключается в глубоком осознании того, что истинное «я» живёт одновременно в любой точке пространства в любой момент времени и не является узником тела с ограниченным набором заранее запрограммированных возможностей.
Чианг уходит в следующий, ещё более совершенный мир. Последними его словами были: «Постарайся постичь, что такое Любовь!» Через некоторое время Джонатан принимает решение вернуться на Землю, чтобы передать полученные знания таким же чайкам, каким он сам был когда-то, чтобы поделиться страстью к полёту и стремлением к совершенству. Джонатан собирает небольшую команду из чаек, изгнанных стаей, и начинает обучать их мастерству полёта. Добившись впечатляющих успехов, вся команда под предводительством Джонатана возвращается в стаю. Вопреки стараниям чаек-старейшин они обретают всё больше сторонников и приверженцев. Вскоре Джонатан передаёт свою роль наставника одному из своих первых учеников, Флетчеру, а сам покидает земной мир, продолжая путь совершенствования.
Четвертая и последняя часть повести опубликована автором намного позже публикации первых трёх, в 2014 году. В ней Флетчер продолжает дело своего учителя, но это даётся ему с трудом, потому что ученики всё больше внимания уделяют личности и даже внешности Джонатана, а не его учению, и при этом почти перестают тренироваться. В конце концов Флетчер исчезает, и в течение пары сотен лет от искусства Чайки Джонатана остаётся лишь бессмысленный культ его почитания и полное отсутствие мастерства полёта. Всё больше честных молодых чаек отстраняется от этих верований, не доверяя рассказам о сверхбыстрых полётах. Одна из них, разочаровавшись и желая покончить с собой, встречает сияющую чайку, летящую так, как никто и никогда раньше в её жизни.

## Экранизации и театральные постановки
По повести в 1973 году был снят фильм «Чайка по имени Джонатан Ливингстон».
В Московском молодёжном театре Вячеслава Спесивцева поставлен одноимённый спектакль по этой повести. В музыкальном сопровождении спектакля использованы песни группы «Ария».